# Gäckande skuggan kommer tillbaka
Gäckande skuggan kommer tillbaka är en amerikansk film från 1939 i regi av W.S. Van Dyke. Detta var den tredje "Gäckande skuggan"-filmen efter Dashiell Hammetts romanfigurer.

## Handling
Nick och Nora bjuds in av en gammal överste till hans hus på Long Island. Översten har mottagit hot från en viss Phil Church och ber Nick om hjälp. När översten mördas pekar allt på Church, men Nick har andra tankar. Översten hade fler fiender betydligt närmare honom.

## Rollista
- William Powell – Nick
- Myrna Loy – Nora
- Virginia Grey – Lois
- Otto Kruger – Van Slack
- C. Aubrey Smith – överste MacFay
- Ruth Hussey – Dorothy Waters
- Nat Pendleton – löjtnant Guild
- Patric Knowles – Dudley Horn
- Tom Neal – Freddie
- Phyllis Gordon – Mrs. Isabella Bellam
- Sheldon Leonard – Phil Church
- Skippy – Asta